# Christian Schünemann (Bauunternehmer, 1909)
Christian Schünemann (geboren 28. Februar 1909 in Ricklingen vor Hannover; gestorben 21. November 1963 in Hannover) war ein deutscher Bauunternehmer und Gründer des Christian Schünemann Wohnungsunternehmens.

## Leben

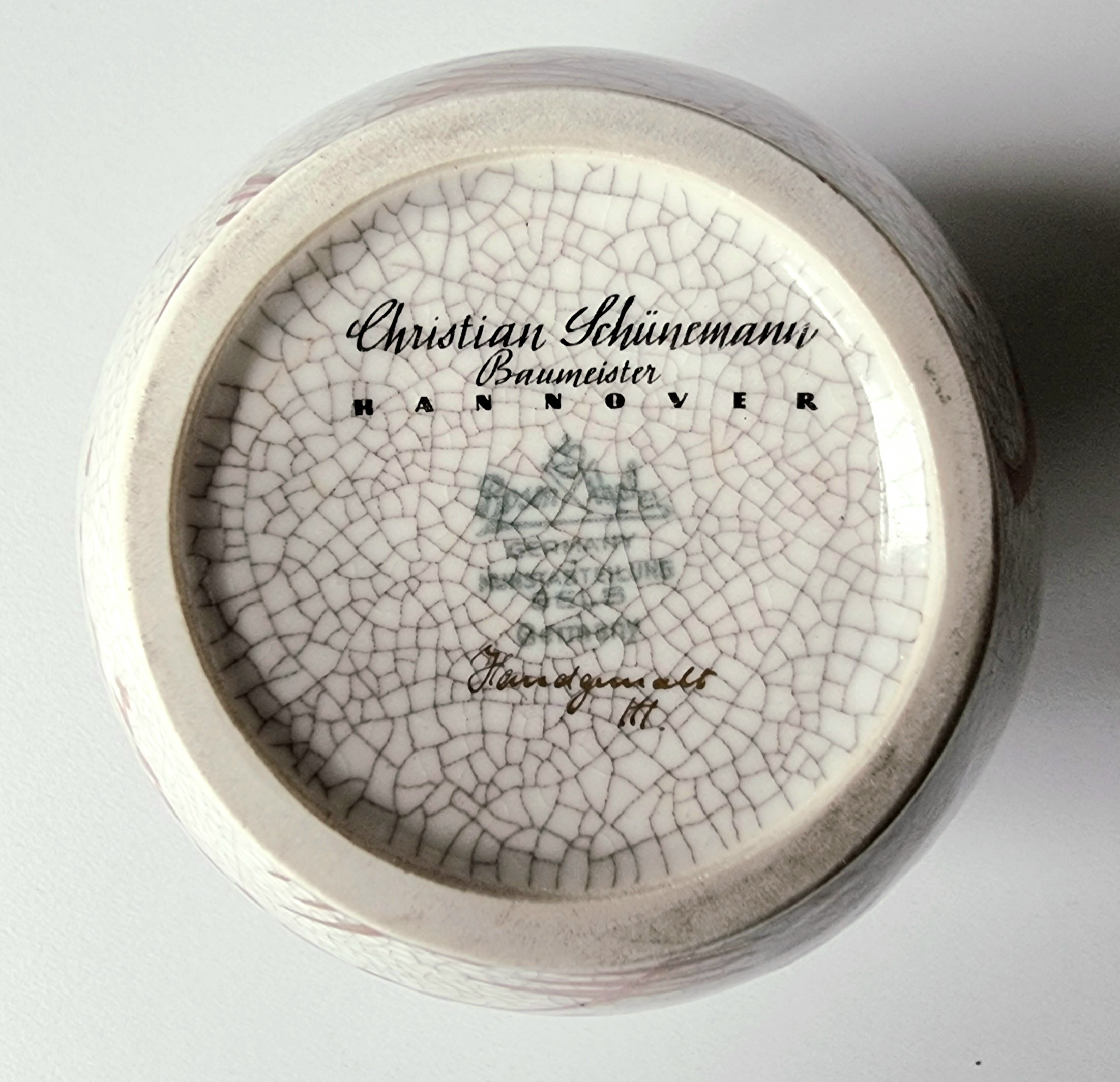
Faksimilierte Unterschrift des Baumeisters Schünemann über einer zwischen 1934 und 1956 angewendeten Bodenmarke an einer Vase der Firma Rosenthal

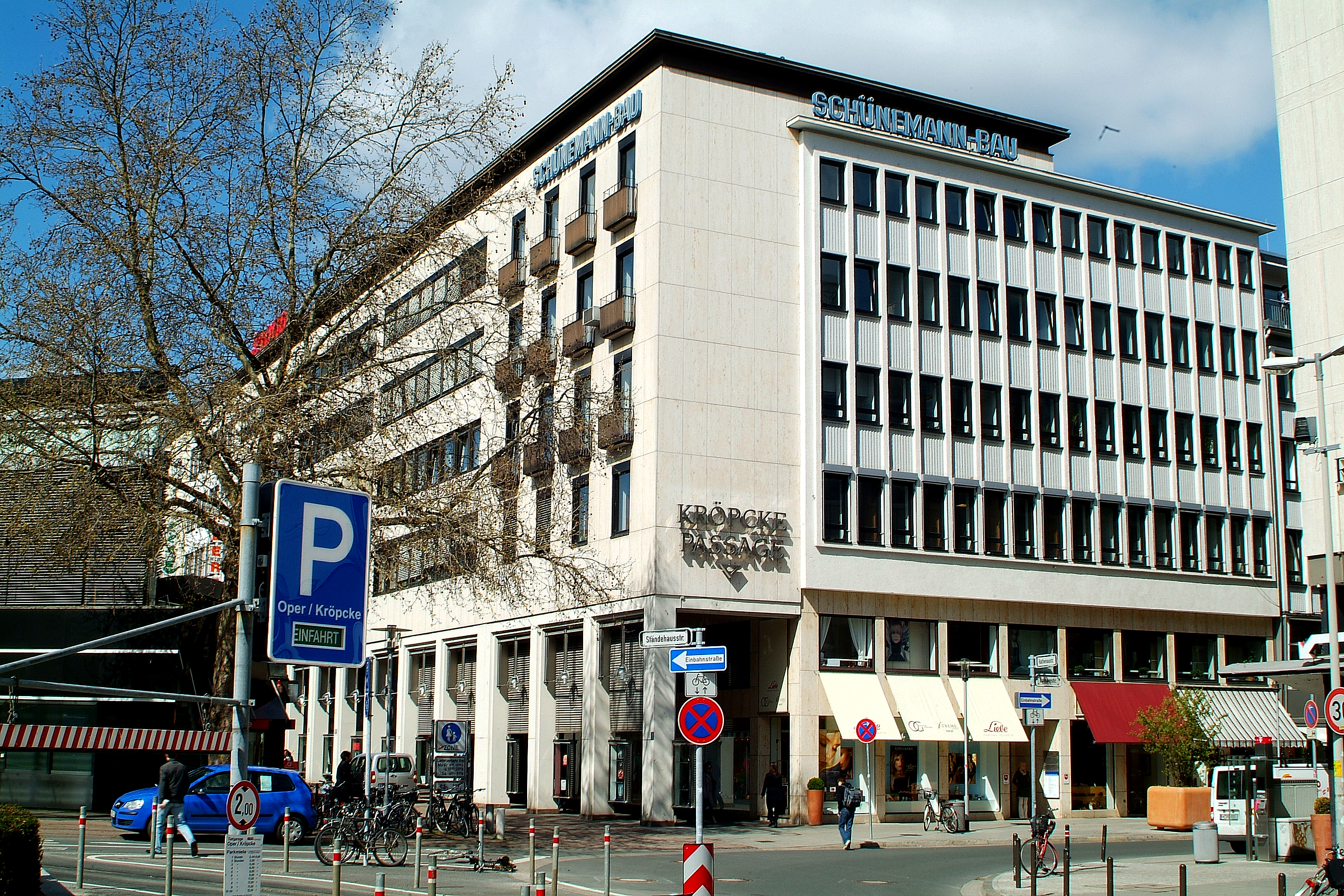
„Schünemann-Bau“ mit Kolonnade zur Kröpcke-Passage an der Luisenstraße Ecke Rathenau- und Ständehausstraße

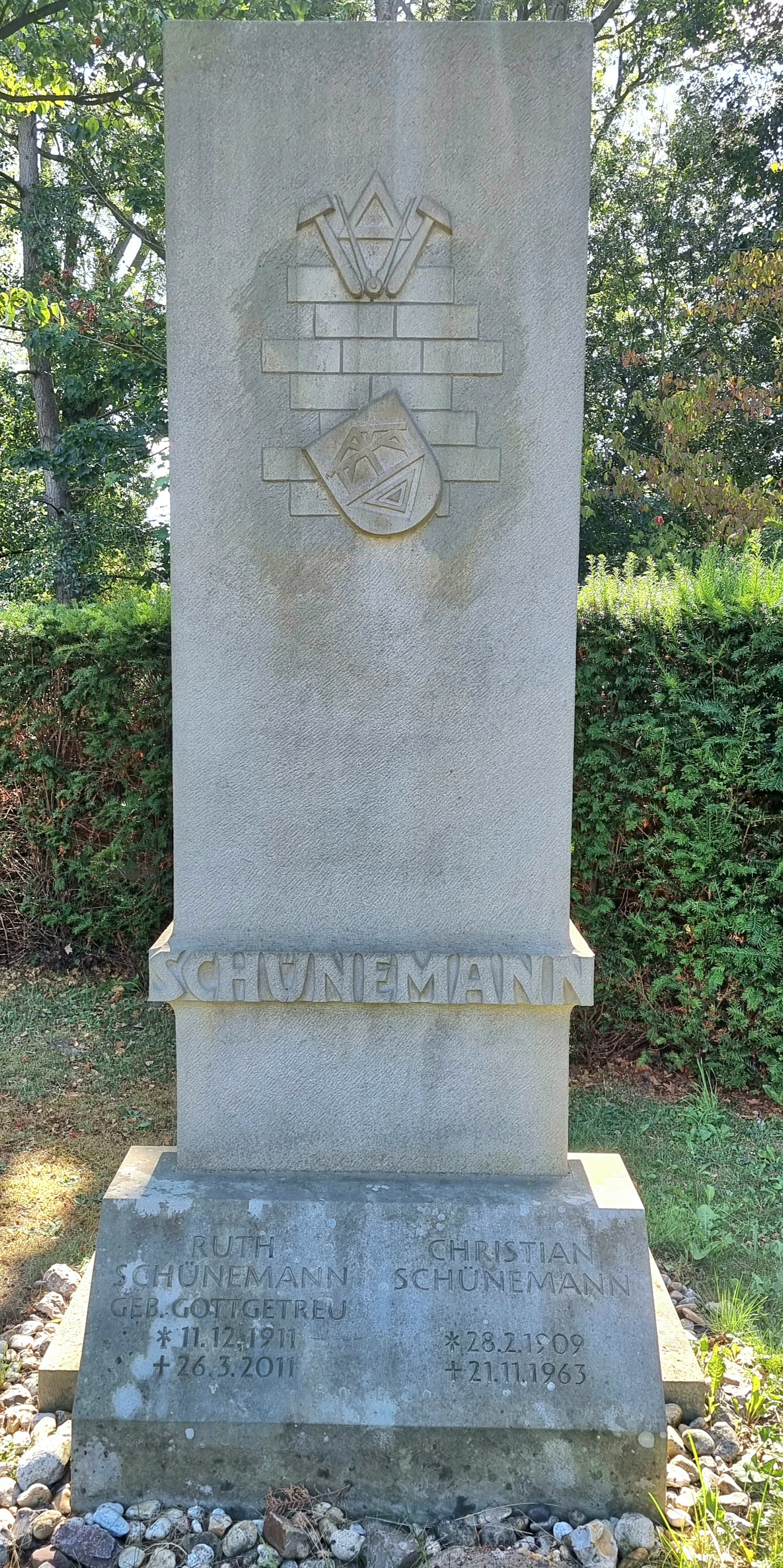
Familien-Grabmal für Christian und Ruth Schünemann, geborene Gottgetreu (1911–2011) auf dem Friedhof Michaelis in Hannover-Ricklingen

Christian Schünemann war der Sohn des Baumeisters Karl Schünemann (1881–1934) und Enkel des Maurermeisters Christian Schünemann. Er durchlief eine Lehre als Maurer, besuchte die Baugewerksschule in Hildesheim und legte sein Fachabitur ab. Sein folgendes Studium an der Technischen Hochschule Braunschweig brach er vorzeitig ab, da sein Vater unterdessen schwer erkrankt war.
Er arbeitete anfangs in zwei Hochbaufirmen und Architekturbüros, bevor er die von seinem Vater geführte Firma in dessen Todesjahr 1934 übernahm. Gemeinsam mit vier Kollegen baute er das Hartsteinwerk Hannover wieder auf, um den Materialmangel aufgrund des in den 1930er Jahren eingesetzten Baubooms zu beheben. Durch große Aufträge für Bauten insbesondere in den hannoverschen Stadtteilen Ricklingen und Südstadt konnte er bis zum Beginn des Zweiten Weltkrieges rund 480 Mitarbeiter beschäftigen.
Nach seinem Dienst in der Wehrmacht geriet Schünemann in Kriegsgefangenschaft. Erst 1948 konnte er die Wiederzulassung als Unternehmer erlangen und beteiligte sich dann intensiv am Wiederaufbau in der nunmehr niedersächsischen Landeshauptstadt. Unter anderem errichtete er die Schünemann-Passage zwischen der Rathenau- und der Luisenstraße.
1951 gründete der Bauunternehmer das Christian Schünemann Wohnungsunternehmen zum Zwecke der Verwaltung der bald mehr als 3000 eigenen Mieteinheiten. Aufgrund einer Erkrankung verband er sein eigenes Bauunternehmen mit der HUTA Hoch- und Tiefbau AG, an der er als Aktionär eine Mehrheitsbeteiligung erwarb.
Für seine Verdienste um den Wiederaufbau der Stadt Hannover wurde Christian Schünemann mit der Verleihung der „Wiederaufbauplakette“ ausgezeichnet.
Bei seinem Tode im Jahr 1963 war Schünemann zudem sowohl Alleininhaber als auch alleiniger Gesellschafter der Firma Schünemann GmbH & Co. und der Schünemann GmbH, die später als Verwalterin von Grundbesitz und sonstigem Vermögen fortgeführt wurde.